# AppolonovGang
#APPolonovGang — російсько-німецька поп-група, заснована в 2018 році. До складу групи входять два артисти: Сергій Григор'єв-Апполонов та Андрій Григор'єв-Апполонов-молодший.

## Засновники групи
Андрій Григор'єв-Апполонов народився і виріс в Іркутську . З 2000 року перебував у цивільному шлюбі з Юлією Григор'євою-Апполоновою, сестрою Андрія Григор'єва-Апполонова, соліста популярної російської групи «Иванушки International». У 2015 році пара зареєструвала свої відносини в Сочі. За наполяганням Юлії Андрій узяв після весілля її прізвище. Щоб уникнути плутанини, почав використовувати приставку «молодший». 21 липня 2017 року Юлія Григор'єва-Апполонова померла від нападу астми. Григор'єв-Апполонов заявив, що цькування на нього після похорону дружини було організоване колишньою дружиною Андрія Григор'єва-Апполонова.
Сергій Григор'єв-Апполонов - племінник Андрія Григор'єва-Апполонова-старшого. Змалку займався вокалом. Виконував пісні англійською та німецькою мовами на Youtube під псевдонімом Грей Вайс (Grey Wiese). Приховував свою приналежність до сім'ї Григор'євих-Аполонових. У 2017 році під ім'ям Grey Wiese почав публікувати свої власні пісні. У 2017-2018 роках випустив 5 синглів і альбом під назвою «# Beyourself» англійською мовою.

## Історія
У червні 2018 року Андрій та Сергій Григор'єви-Апполонови випустили перший спільний сингл «Я и Ты». Через місяць вийшов однойменний кліп, де головну роль зіграла Олександра Куцевол — громадянська дружина Олега Яковлєва. Ролик набрав більше мільйона переглядів на YouTube, а пісня протягом кількох тижнів трималася у чарті російського iTunes, піднявшись до 4-го місця. У вересні 2018 року музиканти офіційно представили публіці колектив #AppolonovGang і випустили кліп «Лайки Бренды», в якому також знявся і Андрій Григор'єв-Апполонов-ст..
Перший публічний виступ AppolonovGang відбувся восени 2018 року на «Mercedes—BenzFashion Week Russia». Пряма трансляція виступу йшла більш ніж 30 країн світу. У листопаді 2018 року випущено композицію «Дежавю», написану Sia та Джорджо Мородером. Телевізійна прем'єра композиції «Дежавю» відбулася 24 січня 2019 року на каналі ТНТ.
У 2019 році у #APPolonovGang вийшов трек «Щастливые» спільно з лейблом «Издательство Монолит». Григор'єви-Апполонови заявили, що трек був написаний як гімн вільного кохання. 13 листопада 2020 року вийшов альбом «Смотри» на лейблі «Студия Союз». До альбому увійшло 10 нових треків групи #APPolonovGang.

## Сценічний образ
28 вересня 2019 року відбувся концерт в одному з нічних клубів міста Сочі в рамках Гран-прі Росії Формули 1. Повідомлялося, що Сергій та Андрій поводилися так, ніби їх пов'язують не тільки робочі стосунки.
У листопаді 2019 року Андрій Григор'єв-Апполонов спростував чутки про те, що він продюсер AppolonovGang і про гомосексуальність учасників колективу.
Сергій Григор'єв-Апполонов відкрито підтримує ЛГБТ-спільноту і не підтверджує факту гетеросексуальності. В англомовній пресі неодноразово згадується, що він є членом ЛГБТ-спільноти.

## Дискографія
- 2018
  - «Я и ты» feat. Андрій Григор'єв-Апполонов[d]
  - «Begging hurts» feat. Андрій Григор'єв-Апполонов
  - «Лайки Бренды» feat. Андрій Григор'єв-Апполонов
  - «После и до» feat. Андрій Григор'єв-Апполонов
  - «Дежавю» 
  - «Боль»
- 2019
  - «Щастливые»
  - «Пополам мое сердце»
- 2020
  - «Сорри сорри»
  - «Свидание»
  - «Карантин»
  - «Чёрная мамба»[61]

## Відео
- 2018
  - «Я и ты»
  - «Begging hurts»
  - «Лайки Бренды»[62]